# アル・カウス
パレスチナ社会におけるセクシュアリティとジェンダーの多様性のためのアル・カウス（パレスチナしゃかいにおけるセクシュアリティとジェンダーのたようせいのためのアル・カウス、アラビア語: القوس لتعددية الجنسية والجندرية في المجتمع الفلسطيني、英語: Al Qaws for Sexual and Gender Diversity in Palestinian Society、略称「アル・カウス」）は、草の根の活動によって結成されたパレスチナの市民団体である。アル・カウスは、パレスチナの文化・社会の変革の最前線に立つことを目指し、特にLGBTQ+のコミュニティの構築と、政治活動・市民社会・メディア・日常生活におけるジェンダーとセクシュアリティの多様性についての新たな考え方を奨励するために活動している。また、イスラエル占領地との関係から、自らを「クィア・フェミニスト」また「反植民地主義者」であると名乗っている。「アル・カウス」とは、アラビア語で「虹」を意味する言葉である。
2019年8月、パレスチナ自治政府はヨルダン川西岸地区でアル・カウスが活動することを禁止した。その後、反発を受け、禁止の命令は月末に撤回された。

## 歴史
2001年、エルサレム・オープン・ハウスによって結成され、地域に根差した独立のプロジェクトが始まった。このグループは分裂し、2007年に「アル・カウス」として正式に設立され、国内のLGBT+の権利を擁護する主要なNGOとなった。
アル・カウスは、農村部・都市部にわたるパレスチナのコミュニティのさまざまな場所で、ワークスペースやプログラムを運営し続けている。彼らの活動には、トランスジェンダーの人々を支援することに特化したチームを擁する全国規模のホットラインや、「Hawamesh」と題するセクシュアリティに関する地域コミュニティでの討論イベント、また学校・若者グループ・人権団体といったパレスチナにある組織の指導者に向けた研修プログラムなどがある。
2011年、アル・カウス、Aswat、LGBTQ活動家のSarah Schulmanが参加し、数名のLGBTからなる米国からパレスチナへの派遣団が組織された。2012年、派遣団によって「イスラエル占領下パレスチナのLGBTQコミュニティへのオープンレター」という文書が発表された。
2013年、アル・カウスは、有名な歌手・音楽技術者、そしてコミュニティのメンバーを含めた70人のパレスチナ人を集め、オルタナティブ・ミュージックとポップカルチャーを通じて若いパレスチナ人に訴えかけた。
2014年、アル・カウスは、2014年のガザ侵攻で犯されたイスラエルによる戦争犯罪容疑についての調査を求める文書に他の市民団体と共同で署名した。
2019年4月、アル・カウスと活動家グループの「Pinkwatching Israel」は、ピンクウォッシングに反対するために、イスラエルが主催するユーロビジョン・ソング・コンテスト2019に対するパレスチナ人のボイコットを呼びかけた。

### 2019年の弾圧
2019年7月26日、ガリラヤのタムラに住む16歳の人が、自身の性的指向・性自認を理由に、兄に刺されるという事件が起きた。この出来事は、パレスチナ社会において激しい議論を巻き起こした。7月27日、アル・カウスが声明を発表すると、30以上のパレスチナの組織が、異なる性的指向・性自認を持つ人々に対する暴力を非難する署名をした。公開で討論が交わされた結果、8月1日には、アル・カウスが主導するデモの開催につながった。このデモには、複数のクィア、またフェミニストのパレスチナ人組織が連携し、ハイファのアル・アセール広場に200人以上が集まった。
8月17日、パレスチナ自治政府の報道官は、ヨルダン川西岸地区におけるアル・カウスの活動を禁止する声明を発表した。この声明は、ハイファでのデモがメディアに報道され、ソーシャルメディア上でアル・カウスの活動の知名度が高まったことを受けて発表された。アル・カウスの知名度向上によって、アル・カウスが開催したナーブルスでのディスカッション・イベントやクィア・ユース・キャンプに対して反発の声が上がっていた。警察は、アル・カウスの活動は「外国勢力」によるもので、疑わしき活動は報告するように要請した。
これに対し、アル・カウスは8月19日に声明を出した。その内容は、第一に、アル・カウスを外国勢力というのは根拠がなく真実でないこと。第二に、アル・カウスはパレスチナで活動する反植民地主義組織であり、家父長制・資本主義・植民地主義に挑戦し、LGBTのパレスチナ人に対する社会的暴力と、イスラエルの占領の暴力に根気強く戦ってきたことを述べるもので、今後もセクシュアリティ・ジェンダーの多様性に関する議論を広げる活動を続けて行くと宣言した。
8月27日、パレスチナ自治政府は人権団体からの反発と非難を受け、禁止措置を取り消した。

## 場所
この協会には4つの施設があり、ハイファ・東エルサレム・ヤッファ・ラマッラーにある。

## 関連団体
2003年にハイファで結成された「アスワート」が、フェミニスト・クィア・パレスチナの三つの要素を掲げて活動を行っている。